# Otto Fritz Meyerhof
Otto Fritz Meyerhof (12 avril 1884 à Hanovre - 6 octobre 1951 à Philadelphie), médecin juif et biochimiste germano-américain. Il est colauréat avec Archibald Vivian Hill du prix Nobel de physiologie ou médecine de 1922 pour ses recherches sur le métabolisme musculaire notamment la glycolyse.

## Biographie
Meyerhof est né à Hanovre dans une famille aisée. Il a passé son enfance à Berlin, où il a commencé ses études de médecine. Il a poursuivi ses études à l'université de Strasbourg et l'université de Heidelberg. Il obtint là son diplôme en 1909 avec le titre « Contributions à la théorie psychologique des maladies mentales ». À Heidelberg, il rencontra Hedwig Schallenberg, qui plus tard devint sa femme. Ils eurent une fille et deux fils.
En 1912, il entra à l'université de Kiel, où il devint professeur en 1918. En 1922, il a reçu la moitié du prix Nobel de physiologie ou médecine (l'autre moitié a été remise à Archibald Vivian Hill) « pour sa découverte de la relation constante entre la consommation d'oxygène et le métabolisme de l'acide lactique dans le muscle ». Fuyant le régime nazi, il partit pour Paris en 1938. On retrouve sa trace au Camp des Milles où il est enfermé avec d'autres intellectuels lors de la déclaration de la guerre entre les deux pays. Il se retrouve avec son épouse Hedwig Meyerhof à Banyuls-sur-Mer (Pyrénées-Orientales), à la station de biologie, grâce à l'aide du président de l'Académie des sciences de Marseille,  en attente de franchir les Pyrénées. Il rejoint les États-Unis en 1940 grâce à Varian Fry. Il devint professeur invité de l'université de Pennsylvanie à Philadelphie.
Otto Fritz Meyerhof est élu membre étranger de la Royal Society le 17 juin 1937.
Meyerhof est mort à Philadelphie à 67 ans d'un infarctus.

## Œuvres et publications
- (en) Chemical Dynamics of Life Phænomena, Lippincott, 1924.
- (en) « The origin of the reaction of Harden and Young in cell-free alcoholic fermentation », in: Journal of Biological Chemistry, 1945, vol. 157, no 1, p. 105-120, Texte intégral.
- (en) « New investigations on enzymatic glycolysis and phosphorylation », in: Experientia, 1948, vol. 4, no 5, p. 169-176.